# Svensk vetenskapshistoria

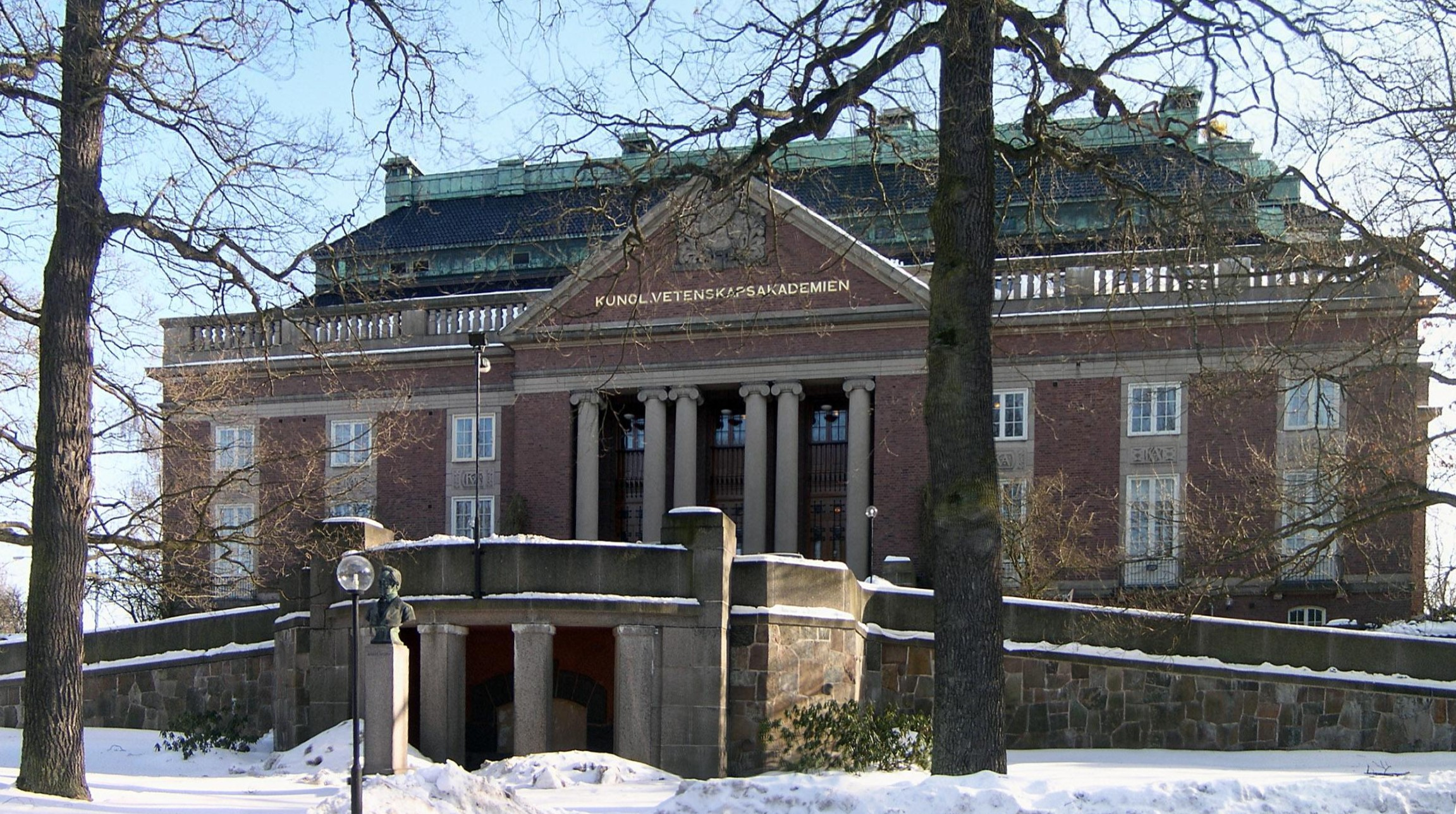
Kungliga Vetenskapsakademien i Stockholm

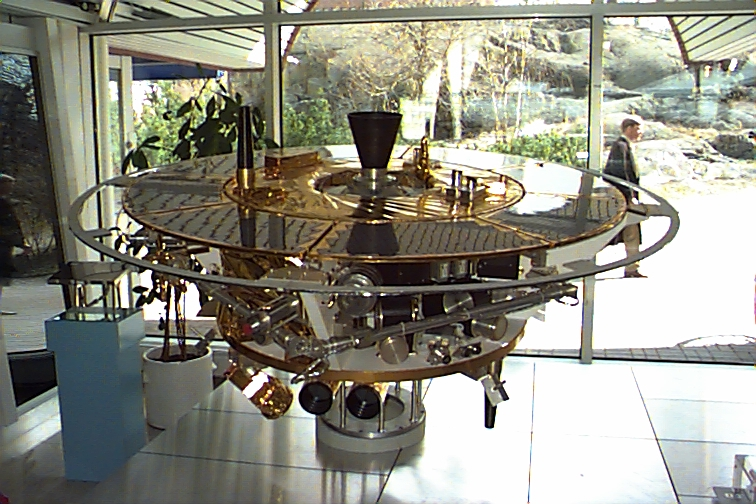
Fullskalemodell av satelliten Freja. I rymden hölls ovansidan med solpanelerna hela tiden riktad mot solen. I mitten av ovansidan syns en av raketdysorna för banmanövrer.

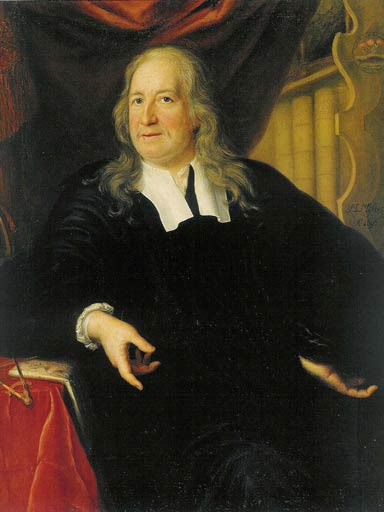
Olof Rudbeck d.ä., porträtterad år 1696.

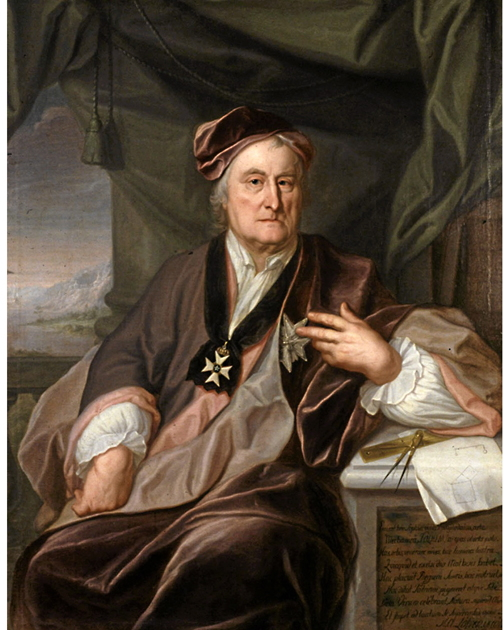
Christopher Polhem porträtterad år 1741.

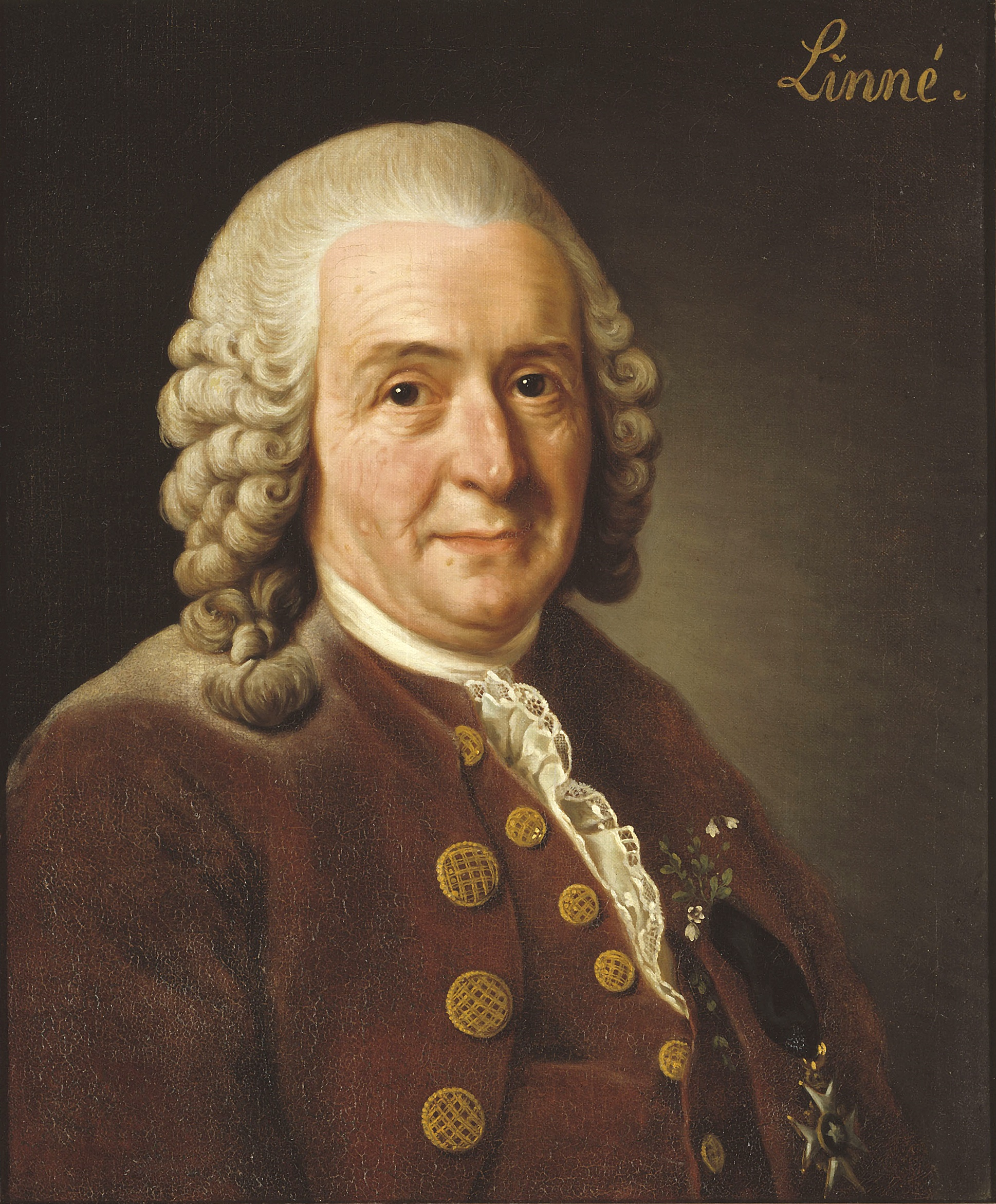
Carl von Linné, porträtt av Alexander Roslin.

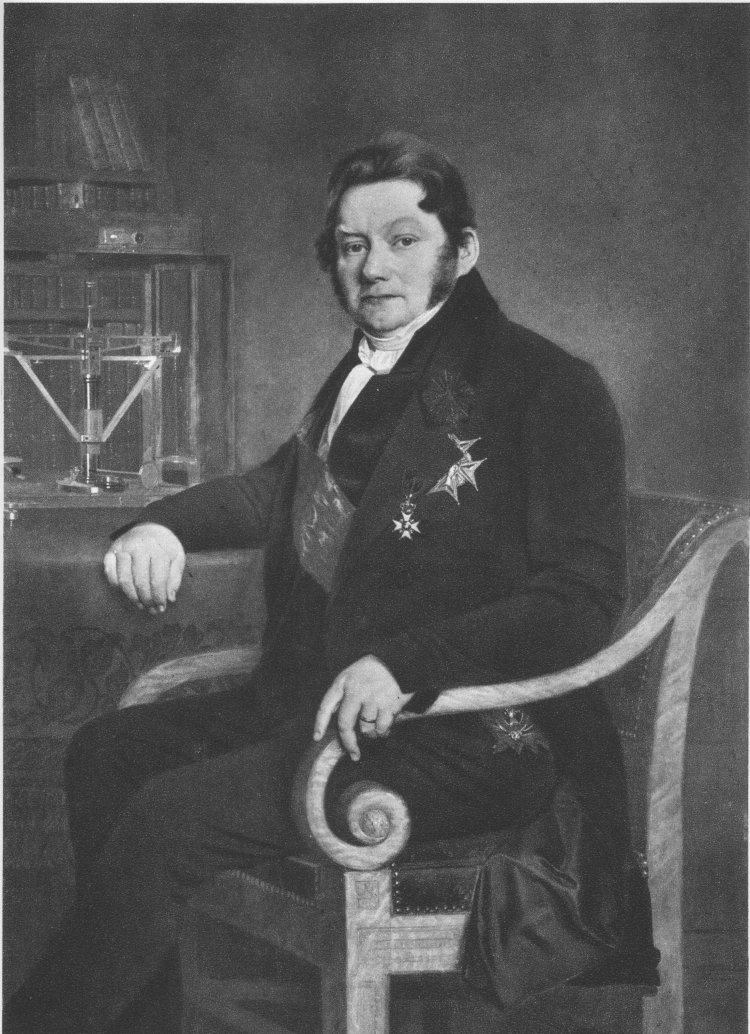
Berzelius målad år 1843.

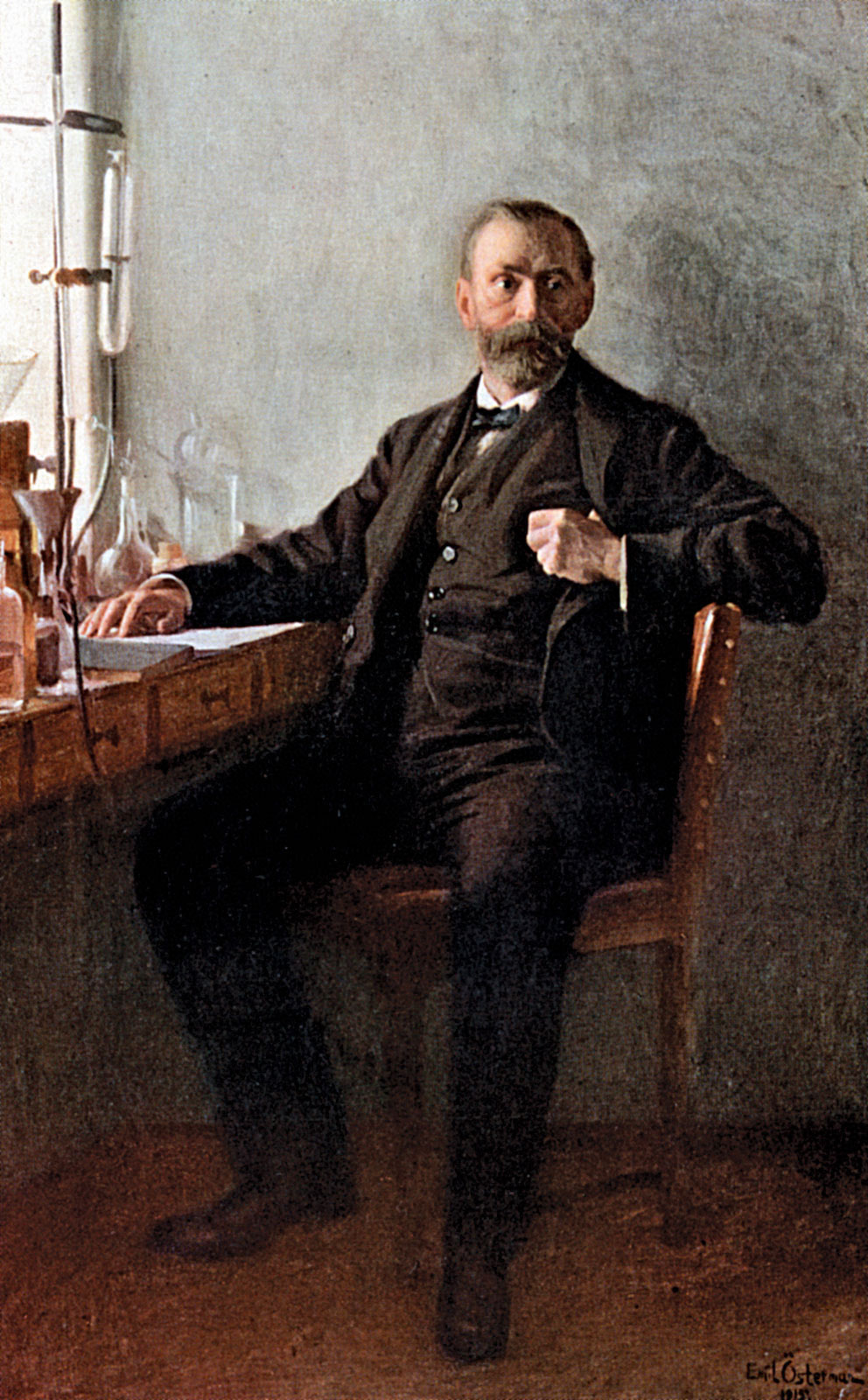
Alfred Nobel efter en målning av Emil Österman

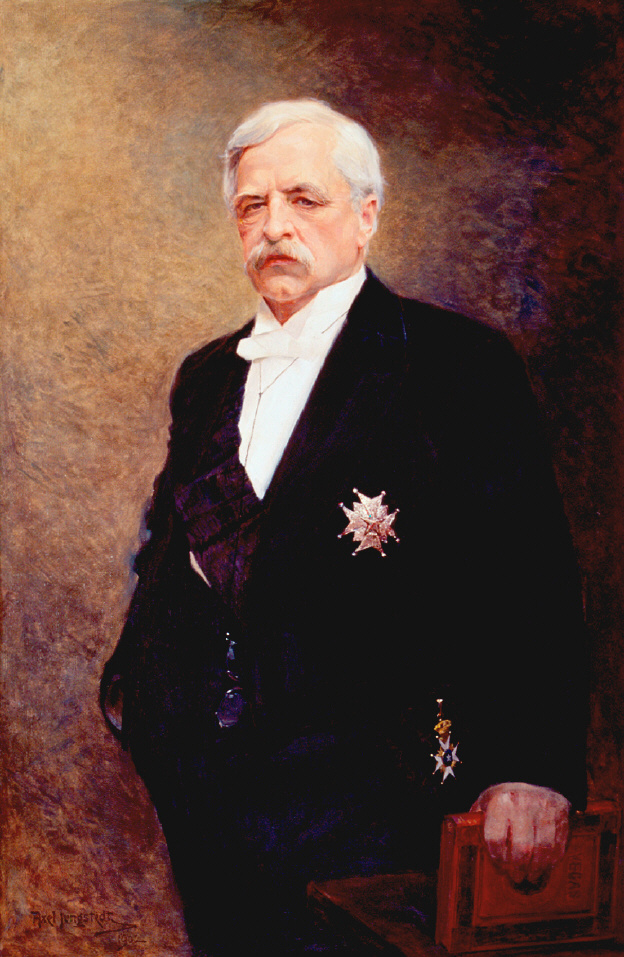
Adolf Erik Nordenskiöld porträtterad år 1902.

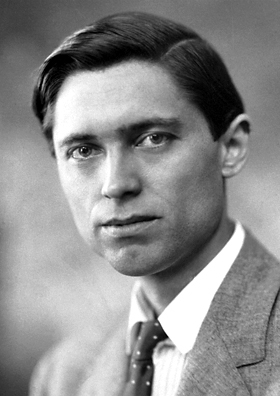
Theodor Svedberg.

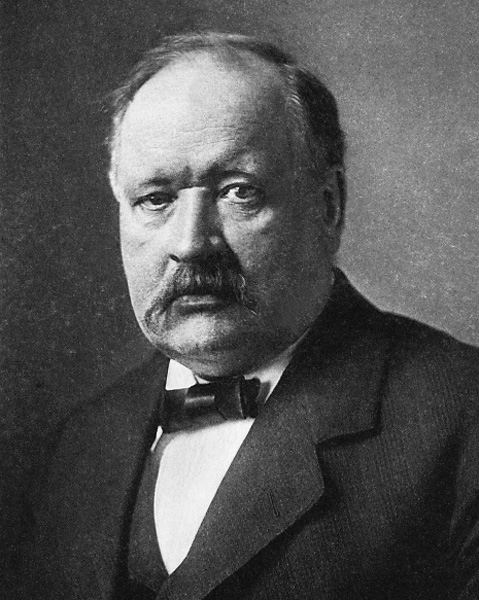
Svante Arrhenius.

Svensk vetenskapshistoria beskriver den svenska vetenskapshistoriska utvecklingen samt svenska forskare och uppfinnare.
Botanikern Carl von Linné är den kanske mest kände svenske vetenskapsmannen i historien. Han är fader till den moderna systematiken för växter och djur. Bland övriga framstående svenska vetenskapsmän genom historien kan nämnas Olof Rudbeck d.ä., Carl Wilhelm Scheele, Emmanuel Swedenborg, Jacob Berzelius, Anders Jonas Ångström, Anders Celsius, Svante Arrhenius och Hannes Alfvén. Några samhällsvetare som har gjort särskilda insatser är ekonomhistorikern Eli Heckscher och ekonomen Bertil Ohlin som utvecklat modern handelsteori, liksom ekonomen Gunnar Myrdal. Flera svenskar har verkat som framstående ingenjörer eller uppfinnare; bland dessa märks Alfred Nobel - dynamitens uppfinnare och grundare av Nobelpriset - liksom Christopher Polhem, John Ericsson, Gustaf Erik Pasch, Carl Edvard Johansson, Sven Wingquist, Gustav de Laval och Carl Munters. Sammanlagt har 28 nobelpris tilldelats svenskar, varav 17 för vetenskapliga insatser.

## Historik

### 1700-talet
Den Kungliga Vetenskapsakademien bildas 1739 efter västeuropeisk modell. Dess mål var att "i Sverige upparbeta och kringsprida kunskaper i matematik, naturkunnighet, ekonomi, handel och nyttiga konster och manufakturer." Bland akademiens första ledamöter fanns Carl von Linné, Anders Celsius, Anders Johan von Höpken och Christopher Polhem. Den nuvarande strukturen hos akademin skapades på 1820-talet av kemisten Jöns Jakob Berzelius.

### 1900-talet

#### Matematik och naturvetenskap
År 1902 publicerar oceanografen Vagn Walfrid Ekman en viktig avhandling om den inverkan som friktion från vindar har på ytliga havsströmmar, tillsammans med Corioliseffekten. Den spiral som kan uppstå som resultat, kallas för Ekmanspiral. Ekmanspiralen har stor betydelse för förståelsen av vindens inverkan på uppvällningar och strömmar. Vid sekelskiftet verkar även matematikern Ivar Fredholm. Fredholm grundade den moderna teorin bakom integralekvationer. Hans artikel från 1903 i Acta Mathematica anses vara en av de stora landmärkena vid utvecklandet av operatorteori inom funktionsanalysen. Två ekvationer och en månkrater är uppkallade efter Fredholm. Något senare var Bertil Lindblad (1895-1965), en framstående svensk astronom. Lindblad var den som först föreslog att Vintergatan roterar på så vis att de mest perifera stjärnorna roterar snabbare än stjärnorna i centrum. Teorin att rotationshastigheten beror på avståndet till galaxens centrum kallas för differentialrotationsteorin.

#### Filosofi och samhällsvetenskap
De senaste hundra årens filosofi har haft fyra filosofiska huvudriktningar: marxism, nythomism, kontinental filosofi och analytisk filosofi. Bland de mest betydande filosoferna från 1900-talets traditioner är Ludwig Wittgenstein från den analytiska traditionen och Martin Heidegger från den kontinentala. Filosofiskt har påverkan på svensk filosofi under modern tid varit större från analytisk filosofi än från kontinental filosofi. Av svenskspråkiga filosofer är kanske Georg Henrik von Wright, Axel Hägerström och Ingemar Hedenius de för allmänheten mest kända. Det finns dock ett flertal som gjort sig kända internationellt inom respektive specialområden.

## Svensk forskning idag
Sverige spenderar den högsta andelen av BNP på forskning och utveckling av alla stater. Tidningen Economist har till och med kallat Sveriges forskningsutgifter för excessivt höga. Från och med slutet av 1900-talet har Sverige även utfärdat ett av världens högsta antal patent per capita. Sverige har även mycket högt satta mål för andelen av en årskull som förväntas erövra en högskoleexamen. Äldre svenska universitet som Karolinska Institutet, Uppsala Universitet, Lunds Universitet och Handelshögskolan i Stockholm placerar sig ofta högt på internationella rankinglistor över världens främsta universitet. Kritiker menar dock att utbyggnaden av universitetsväsendet har gått för snabbt och har genomförts utan motsvarande tillskott av pengar.

## Tidslinje
Främst baserad på Bunch & Hellemans (2004), The History of Science and Technology, samtliga svenskar och svenska företeelser som tas upp i boken listas nedan.
- 1201: Kalmar slott, en ö-fästning började byggas ungefär då
- 1652: Olof Rudbeck d.ä. demonstrerar upptäckten av lymfkärlen
- 1661: Johan Palmstruch på Palmstruchska banken börjar tillverka den första papperssedeln i Europa
- 1697: Christoffer Polhem bygger ett laboratorium för att studera enkla maskiner
- 1700: Christoffer Polhem förbättrar valsverket, inklusive en vals som producera metalldelar med profiler
- 1716: Emanuel Swedenborg låter trycka den första artikeln som beskriver en flygande farkost tyngre än luft
- 1730: Georg Brandt upptäcker grundämnet Kobolt
- 1733: Anders Celsius publicerar sina observationer om polarskenet
- 1734: Emanuel Swedenborg publicerar verket Opera philosophica et mineralia i tre delar
- 1735: Carl von Linné publicerar Systema naturae och skapar ett klassificeringssystem för alla levande ting
- 1738: Peter Artedi grundar postumt iktyologin med en systematisk klassifikation
- 1739: Carl von Linné med flera skapar det som skall bli Kungliga Vetenskapsakademien
- 1742: Anders Celsius uppfinner Celsius-skalan
- 1751: Axel Fredrik Cronstedt upptäcker grundämnet Nickel
- 1762: Samuel Klingenstierna prisas av Ryska vetenskapsakademin för den bästa metoden att undvika kromaberrationer i optik
- 1770: Anders Johan Lexell blir den förste att beskriva en kort-periodisk komet
- 1770: Johan Gottlieb Gahn och Carl Wilhelm Scheele upptäcker att fosfor är en central komponent i skelett
- 1774: Johan Gottlieb Gahn upptäcker grundämnet Mangan
- 1774: Carl Wilhelm Scheele upptäcker grundämnena Syre, Barium och flera andra ämnen
- 1774: Torbern Bergman publicerar Essay of Electric Attractions
- 1778: Petter Jakob Hjelm isolerar först grundämnet Molybden
- 1778: Torbern Bergman gör den första ingående analysen av mineralvatten, samt etablerar kvantitativ analys
- 1794: Johan Gadolin upptäcker grundämnet Yttrium
- 1802: Anders Gustaf Ekeberg upptäcker grundämnet Tantalum
- 1803: Wilhelm Hisinger och Jöns Jakob Berzelius upptäcker grundämnet Cesium
- 1817: Johan August Arfwedson upptäcker grundämnet Litium, men lyckas inte isolera det
- 1820: Jöns Jakob Berzelius var världens dominerande kemist under stora delar av sin livstid[2], han introducerade många av dagens kemiska begrepp
- 1821: Elias Magnus Fries publicerar Systemia mycologicum, vilken blir ett standardverk om svampar
- 1831: Nils Gabriel Sefström återupptäcker grundämnet Vanadin
- 1833: John Ericsson bygger en luftdriven motor som genererar fem hästkrafter
- 1836: John Ericsson uppfinner och patenterar en skruvdriven propeller
- 1839: Carl Gustaf Mosander upptäcker grundämnena Lantan, Erbium och Terbium
- 1842: Anders Retzius introducerar en teori om huvudformer för att skilja på olika folkgrupper
- 1853: Säkerhetständstickan uppfinns av Gustaf Erik Pasch i Sverige
- 1862: Anders Jonas Ångström upptäcker grundämnet Väte i solens spektrum
- 1862: Alfred Nobel börjar experimentera med nitroglycerin och patenterar en detonator
- 1874: Martin Wiberg bygger en förbättrad version av Charles Babbages differensmaskin
- 1878: Nils Adolf Erik Nordenskiöld påbörjar resan som upptäcker nordostpassagen och blir den första människan att segla runt hela Asien
- 1879: Lars Fredrik Nilson upptäcker grundämnet skandium
- 1879: Per Teodor Cleve visar att Scandium är ett av elementen som försägs av Mendelevs periodiska system
- 1879: Gustav de Laval patenterar en separator för mejeriproduktion
- 1882: Lars Magnus Ericsson introducerar den första telefonen med mikrofon och högtalare i samma del
- 1884: Svante Arrhenius lägger fram disassociationsteorin om positiva och negativa poler
- 1890: Johannes Rydberg utvecklar en empirisk ekvation för att beskriva positionerna av linjerna i spektrum, oberoende av Balmerekvationen
- 1899: Allvar Gullstrand påbörjar sin forskning om astigmatism och utvecklar glasögon för att bota det
- 1900: Johan August Brinell utvecklar ett test för att bestämma metallers hårdhet
- 1901: Gustaf Dalén påbörjar uppfinningen av solventilen, som möjliggör automatiska fyrar
- 1903: Svante Arrhenius vinner Nobelpriset för disassociationsteorin
- 1904: Hans von Euler-Chelpin studerar enzymer i relation till katalys
- 1907: Ernst Alexanderson uppfinner en högfrekvent elektrisk generator som möjliggör radiofrekvenser av 100 kHz
- 1911: Robert Bárány undersöker innerörat och utvecklar metod att diagnostisera yrsel
- 1911: Allvar Gullstrand vinner Nobelpris i medicin för forskning om ögats dioptrik
- 1923: Theodor Svedberg utvecklar ultracentrifugen för mätning av molekylers vikt
- 1924: Manne Siegbahn blir den förste att bryta röntgenstrålar med prisma, får Nobelpris
- 1926: Bertil Lindblad utvecklar en dynamisk modell av Vintergatan
- 1929: Hans von Euler-Chelpin vinner Nobelpris för enzymer verksamma vid jäsning av sockerarter
- 1930: Arne Tiselius introducerar elektrofores, en metod för att separera proteiner med elektrisk ström
- 1931: Ulf von Euler upptäcker substans P, en neurotransmittor
- 1932: Hugo Theorell lyckas isolera myoglobinkristaller
- 1932: Carl-Gustav Rossby introducerar Rossbydiagrammet
- 1939: Hannes Alfvén publicerar teorin som korrekt relaterar polarsken till jordens magnetfält
- 1941: Bengt Edlén visar att corona-linjer på solen orsakas av joniserade metaller
- 1948: Arne Tiselius vinner Nobelpris i kemi för serumproteiner
- 1953: Baltzar von Platen och Anders Kämpe framställer världens första syntetiska diamanter
- 1955: Hugo Theorell vinner Nobelpris i medicin för studier av oxideringsenzym
- 1957: Sune Bergström isolerar prostaglandiner från får
- 1958: Åke Senning opererar in historiens första pacemaker för hjärtat, lycklig patient är Arne Larsson
- 1958: Kai Siegbahn utvecklar elektronspektroskopi för kemisk analys
- 1965: Bengt Samuelsson upptäcker betydelsen av endoperoxider
- 1968: Thorsten Wiesel avslutar tio års forskning om visuella receptorer i hjärnan
- 1970: Hannes Alfvén får delat Nobelpris för arbete i plasmafysik
- 1970: Ulf von Euler vinner delat Nobelpris för upptäckter rörande de humorala neurotransmittorerna
- 1972: Sverker Åström organiserar världens första FN-sanktionerade miljökonferens i Stockholm
- 1975: Lars Terenius och Agneta Wahlström upptäcker peptider som påverkar opiatreceptorer i hjärnan
- 1977: Thomas Hökfelt finner att de flesta neuroner innehåller flera olika neurotransmittorer
- 1981: Kai Siegbahn vinner delat Nobelpris
- 1982: Bengt Samuelsson och Sune Bergström vinner delat Nobelpris för prostaglandiner
- 1985: Svante Pääbo extraherar DNA från en mumie som dog 6 000 år tidigare
- 1992: Satelliten Freja skjuts upp för att studera jordens magnetosfär
- 2000: Arvid Carlsson vinner delat Nobelpris för upptäckten av hur hjärnceller signalerar
- 2015: Tomas Lindahl vinner delat Nobelpris i kemi för mekanistiska studier av DNA-reparation